# 20902 Kylebeighle
20902 Kylebeighle (2000 XY6) là một tiểu hành tinh vành đai chính được phát hiện ngày 1 tháng 12 năm 2000 bởi Nhóm nghiên cứu tiểu hành tinh gần Trái Đất phòng thí nghiệm Lincoln ở Socorro.